# Yo no creo en los hombres (telenowela 2014)
Yo no creo en los hombres (pol. Nie wierzę w mężczyzn) – telenowela wyprodukowana przez Televisę w 2014 roku. Bazuje na scenariuszu Caridad Bravo Adams. Jako protagoniści występują Adriana Louvier i Gabriel Soto, natomiast antagonistami są Flavio Medina, Azela Robinson, Rosa María Bianchi i Sophie Alexander. Telenowela puszczana jest na Canal de las estrellas od poniedziałku do piątku o 18:15 (czas. meksykański).

## Obsada
- Adriana Louvier - María Dolores Morales - protagonistka
- Gabriel Soto - Maximiliano Bustamante - protagonista
- Flavio Medina - Daniel Santibáñez
- Alejandro Camacho - Claudio Bustamante
- Azela Robinson - Josefa Bravo
- Rosa María Bianchi - Úrsula Vda. de Santibáñez
- Sophie Alexander - Maleny Santibáñez
- Macaria - Esperanza Morales
- Cecilia Toussaint - Honoria
- Juan Carlos Colombo - Fermín
- Luz María Jerez - Alma de Bustamante
- Juan Carlos Barreto - Lic. Arango
- Fabiola Guajardo - Isela Bravo
- Sonia Franco - Ivana Duval
- Estefania Villarreal - Doris
- Adalberto Parra - Jacinto
- Pedro de Tavira - Julián
- Jorge Gallegos - Orlando
- Lenny de la Rosa - Ari
- Elizabeth Guindi - Susana
- Pablo Perroni - Gerry
- Eleane Puell - Clara Morales
- Jesús Carús - Leonardo Bustamante
- Miguel Garza - Dr. Linares
- José Ángel García - Rodolfo
- Fernando Larrañaga - Dr. Medina
- Adriana Llabres - Jenny
- José María Negri - Isidro
- Aleyda Gallardo - Socorro
- Ximena Ballinas - Sandra
- José de Jesús Aguilar - Padre Juan
- José Montini - "El Gordo"